# Phân tích thị trường

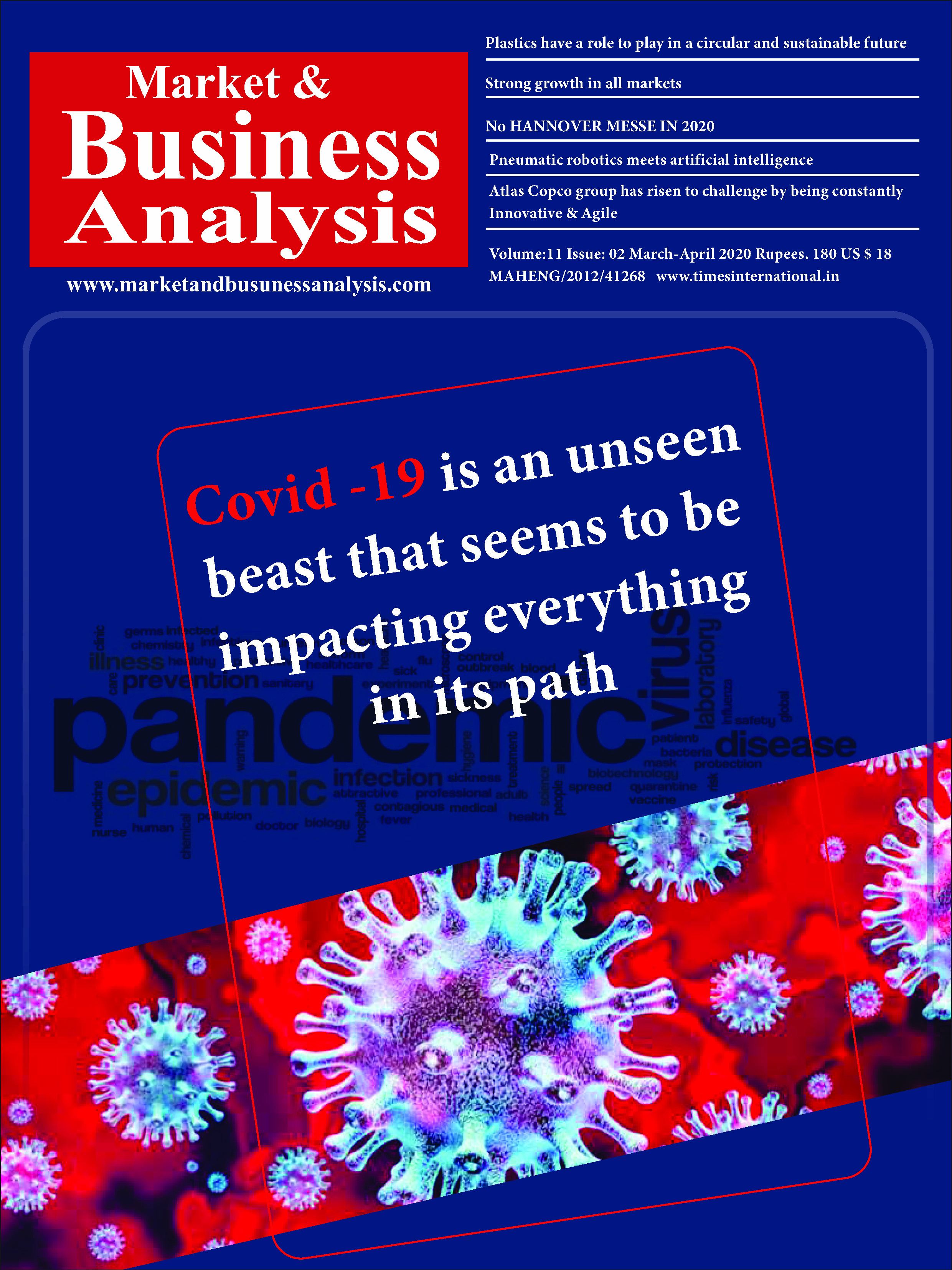
Một tài liệu về phân tích thị trường

Phân tích thị trường (Market analysis) là một quá trình nghiên cứu và đánh giá sâu rộng về một thị trường, nghiên cứu sức hấp dẫn và động lực của một thị trường đặc biệt trong một ngành công nghiệp, ngành hàng cụ thể để phục vụ cho việc hoạch định chiến lược kinh doanh của doanh nghiệp cũng như công tác điều hành kinh tế vĩ mô của một chính phủ. Phân tích thị trường là một phần của phân tích ngành (Industry analysis) và do đó, cũng là một phần của phân tích môi trường toàn cầu. Thông qua tất cả các phân tích này, điểm mạnh, điểm yếu, cơ hội và thách thức (SWOT) của một công ty có thể được xác định. Cuối cùng, với sự trợ giúp của phân tích SWOT, các chiến lược kinh doanh phù hợp của một công ty sẽ được xác định. Phân tích thị trường còn được gọi là cuộc điều tra tư liệu về thị trường được sử dụng để cung cấp thông tin cho các hoạt động lập kế hoạch kinh doanh của công ty, đặc biệt là xung quanh các quyết định về hàng tồn kho, mua hàng, mở rộng hay thu hẹp lực lượng lao động, mở rộng cơ sở, mua thiết bị vốn, hoạt động khuyến mại và nhiều khía cạnh khác của công ty.

## Các yếu tố
Phân khúc thị trường là cơ sở cho việc phân tích thị trường một cách khác biệt. Một lý do chính là sự bão hòa của tiêu dùng, xuất phát từ sự cạnh tranh ngày càng tăng trong các sản phẩm được cung cấp. Người tiêu dùng yêu cầu nhiều sản phẩm và dịch vụ riêng lẻ hơn và được cung cấp thông tin tốt hơn về các loại sản phẩm so với trước đây. Do đó, việc phân khúc thị trường là cần thiết. Phân khúc thị trường bao gồm rất nhiều nghiên cứu thị trường, vì việc phân khúc thị trường đòi hỏi rất nhiều kiến thức về thị trường. Nghiên cứu thị trường về cấu trúc và quy trình thị trường phải được thực hiện để xác định "thị trường liên quan". Thị trường liên quan là một phần không thể thiếu của toàn bộ thị trường, nơi công ty tập trung hoạt động. Để xác định và phân loại thị trường liên quan, cần phải thực hiện phân loại hoặc phân khúc thị trường. 
Quy mô thị trường được xác định thông qua khối lượng thị trường và tiềm năng thị trường. Khối lượng thị trường thể hiện tổng khối lượng bán hàng thực tế của một thị trường cụ thể. Do đó, khối lượng phụ thuộc vào số lượng người tiêu dùng và nhu cầu thông thường của người tiêu dùng. Hơn nữa, khối lượng thị trường được đo bằng số lượng hoặc chất lượng. Số lượng có thể được đưa ra theo thuật ngữ kỹ thuật, chẳng hạn như GW đối với công suất điện hoặc theo số lượng mặt hàng. Đo lường định tính chủ yếu sử dụng doanh thu bán hàng làm chỉ số. Điều đó có nghĩa là giá thị trường và số lượng được tính đến. Bên cạnh khối lượng thị trường, tiềm năng thị trường cũng có tầm quan trọng ngang nhau. Nó xác định giới hạn trên của tổng nhu cầu và xem xét các khách hàng tiềm năng. Mặc dù tiềm năng thị trường khá hư cấu, nhưng nó cung cấp các giá trị định hướng tốt. Mối quan hệ giữa khối lượng thị trường và tiềm năng thị trường cung cấp thông tin về cơ hội tăng trưởng của thị trường. Các nguồn thông tin để xác định quy mô thị trường đến từ dữ liệu của chính phủ (là hoạt động thống kê và công bố các báo cáo từ phía nhà nước), dữ liệu của hiệp hội thương mại, dữ liệu tài chính từ các công ty lớn, khảo sát khách hàng là một trong những dữ liệu thị trường để nghiên cứu và phân tích.
Xu hướng thị trường là sự biến động tăng hoặc giảm của thị trường trong một khoảng thời gian. Quy mô thị trường sẽ khó ước tính hơn nếu bắt đầu với một thị trường hoàn toàn mới. Trong trường hợp này, người nghiên cứu sẽ phải lấy số liệu từ số lượng khách hàng tiềm năng hoặc phân khúc khách hàng. Bên cạnh thông tin về thị trường mục tiêu, cũng cần thông tin về đối thủ cạnh tranh, khách hàng, sản phẩm, rồi cần đo lường hiệu quả tiếp thị. Những thay đổi trên thị trường rất quan trọng vì chúng thường là nguồn gốc của những cơ hội và thách thức mới. Hơn nữa, chúng có khả năng ảnh hưởng đáng kể đến quy mô thị trường, chẵng hạn như những thay đổi về điều kiện kinh tế, xã hội, quy định, pháp lý và chính trị, công nghệ hiện có, độ nhạy cảm về giá, nhu cầu về sự đa dạng và mức độ chú trọng vào dịch vụ và hỗ trợ. Một số kỹ thuật bao gồm:
- Phân tích khách hàng
- Mô hình lựa chọn
- Phân tích đối thủ cạnh tranh
- Phân tích rủi ro
- Nghiên cứu sản phẩm
- Quảng cáo nghiên cứu
- Mô hình tiếp thị hỗn hợp
- Tiếp thị thử nghiệm mô phỏng